# Oberaich
Oberaich è una frazione di 3 189 abitanti del comune austriaco di Bruck an der Mur, nel distretto di Bruck-Mürzzuschlag (Stiria). Già comune autonomo, il 1º gennaio 2015 è stato aggregato a Bruck an der Mur.

## Amministrazione

### Gemellaggi
- Farra d'Isonzo
- Zalalövő[senza fonte]